# Aftermath (serie de televisión)
Aftermath es una serie de televisión de 4 episodios realizada por el canal canadiense History Television. Es transmitido en Estados Unidos por National Geographic Channel y producido por Cream Productions. En Latinoamérica fue emitida con el nombre "Reacción en cadena")

## Resumen
La serie describe una serie de experimentos que describirían de manera visual y textual lo que podría pasar si ciertas situaciones ocurrieran en algún momento de la actualidad, explicando de manera clara todas las reacciones y acciones. Es un programa que precede al especial de 2 horas Aftermath:Population Zero.
La serie fue nominada al Premio Gemini 2010 al mejor documental.

## Primera temporada

### Cuando la tierra deje de girar[2][3]
Repentinamente la rotación de la tierra comienza a disminuir, estimando que esta misma dejará de girar en 5 años. Un primer efecto de esta causa es que la red de satélites GPS y relojes atómicos se aíslen inmediatamente. Las bolsas de valores con trabajo continuo de 24 horas comienzan a fallar debido a la larga duración del día. Con el paso del tiempo la protuberancia de agua oceánica ubicada en el ecuador se mueve hacia el norte y el sur y bastantes ciudades y poblaciones costeras están en riesgo de desaparecer. Mientras tanto mucha gente busca la manera de huir a lugares al norte o al sur que no estén afectados por el enrarecimiento del aire respirable en la zona del ecuador. El progresivo frenado de la rotación también provoca terremotos en zonas localizadas y la protección electromagnética comienza a ser vulnerada.
Las personas y animales comienzan a sufrir fatiga extrema al no estar diseñados sus organismos para soportar un día de 60 horas.
Los nuevos océanos en los polos comienzan a inundar importante número de poblaciones costeras y algunos océanos se han trasladado a lugares como Polonia y en otros se seca el lecho marino revelando nuevas porciones de tierra.
Finalmente la humanidad y los seres vivos se han adaptado a este cambio abrupto al saber que la tierra se ha detenido por completo con una cara en una absoluta oscuridad y otra en una luz de día eterna, habiendo un nuevo océano al norte y otro al sur mientras que hay una franja de tierra nueva en el Ecuador

### Un mundo sin petróleo[4][5]
De manera repentina las reservas mundiales de petróleo en los yacimientos más importantes han desaparecido por completo, causando que las empresas petroleras estimen las cantidades restantes. La primera voz de alarma se da cuando los pozos repentinamente pierden presión y descubren que ya no existe nada de crudo. Los suministros derivados del petróleo tales como plásticos, asfalto, resinas químicas y combustibles comienzan a limitarse y escasear en ciertas áreas. Las acciones de más de $2000 millones de dólares ya no valen nada en este nuevo mundo. Asimismo, los trabajadores relacionados con esta industria ven desvanecidos sus empleos en un abrir y cerrar de ojos, por lo cual deciden regresar a sus hogares de cualquier forma posible. Mucha gente comienza a hacer cola en las gasolineras para quizá repostar sus automóviles por última vez ya que los precios han subido hasta 17 dólares por galón o más. Los buques petroleros (rusos, saudíes, venezolanos etc.) tienen órdenes de regresar a sus países de origen de inmediato. Se aplica la ley marcial en las áreas que puedan estar afectadas por incidentes relacionados con la falta del aceite mineral. Todos los aviones, trenes y barcos son paralizados puesto que en este momento es costoso operarlos, deteniendo el comercio internacional durante largo tiempo. Del mismo modo, los hospitales comienzan a sufrir la escasez de instrumental médico y las centrales eléctricas dejan de producir energía debido a la falta de carbón, combustoleo y gas natural. El desempleo crece al 30%, los gobiernos toman medidas desesperadas para poder minimizar un poco el efecto de la crisis por lo que las reservas de emergencia de todos los países se racionalizan para transporte de alimentos, servicios básicos de emergencia y transporte, por lo que el carbón vuelve a ser enviado a las centrales eléctricas. Los automóviles comienzan a ser adaptados para usar otros combustibles pero muchos podrían no volver a funcionar al menos no en las cantidades que solían abundar antes de la crisis.
Un año después, los vehículos de emergencia comienzan a utilizar etanol y biodiésel mientras que se procura conservar las reservas al máximo posible. Los camiones, barcos y los vehículos diésel demuestran que pueden funcionar aún sin petróleo ya sea con aceite de cocina y vegetal, poniendo en marcha a miles de vehículos marinos y terrestres para suministrar aditamentos médicos fabricados con lo que resta de gas natural y alimentos. Los vehículos eléctricos comienzan a funcionar y se procede a reciclar los metales que puedan servir para su fabricación, sobre todo plásticos reciclables y metales preciosos como el oro, platino y demás. Se ve en las baterías eléctricas un futuro prominente, ya que el litio comienza a producirse en masa y de este modo transforma a Bolivia en una nueva Arabia Saudí del nuevo mundo, puesto que el mayor depósito se encuentra en el Salar de Uyuni. Los tres fabricantes de automóviles más importantes de Estados Unidos son controlados por el gobierno, concentrándose en producir nuevos vehículos eléctricos.
Brasil, debido a sus condiciones climáticas, se ve menos afectado debido a que se implementaron desde los setenta varios planes de producción de combustible para automóviles y camiones en base al etanol, por lo que los automóviles de todo tipo pueden seguir funcionando pese a todo, ya que son vehículos de combustible flexible preparados para usar 100% etanol. La situación es distinta para Estados Unidos en el cual apenas  unos pocos vehículos siguen en funcionamiento debido a que, aunque había planes de energía a base de etanol, debido a la poca atención y la presión de los gigantes petroleros no se habían llevado a cabo de un modo eficaz
Las reservas están acabándose muy rápido así que para proteger el preciado petróleo se impone un racionamiento más rígido que permita aprovechar al máximo lo poco que queda de las reservas.
Las granjas industriales y a gran escala son incapaces de producir y dejan morir a los animales de granja por lo cual se vuelve a la agricultura local y a la crianza para subsistencia. Algunas reservas se estropean por largo almacenamiento, resultando inútiles para su uso. El carbón y el gas natural también están agotándose pero gracias a las técnicas de aprovechamiento energético aprendidas su explotación comienza a eficientarse en pro de extender su duración como insumos básicos
Después de 40 años el mundo ha cambiado radicalmente, Un nuevo combustible hecho con algas junto a más elementos renovables han vuelto a poner en marcha aviones, trenes, camiones y barcos. La electricidad comienza a ser importante en el transporte al grado que las ciudades se construyen al lado de las vías de tren. El cielo se ve más limpio,y los desplazamientos cortos y largos comienzan a optimizarse más, la economía ha vuelto a florecer sobre la base de los biocombustibles y la electricidad. Las ciudades comen de lo que cultivan y la vida suburbana literalmente desaparece. Las reservas de petróleo se han agotado y la gasolina ha desaparecido por completo dejando, como ya se mencionó antes, un cielo más limpio. Existen automóviles, sin embargo muchos son eléctricos dejando unos pocos funcionales con etanol y biodiésel.

### Red Giant(Tragados por el sol)[6][7]
De manera inmediata el Sol comienza su fase de gigante roja. En los primeros días empieza a hacer más calor y hay más luz. Una ola de calor sin fin.
Primero la temperatura ha aumentado a 55 Grados en Manhatthan y la gente empieza a sentirlo. Los aviones se demoran en despegar y los incendios forestales se hacen abundantes. En Estados Unidos empieza a crecer bambú como en China y el Sudeste Asiático, Mientras que los sauces, robles y flores mueren, los cultivos fracasan y los humanos migran al campo. La Antártida empieza a quedarse sin hielo y a volverse un bosque tropical.
A medida que la temperatura aumenta a 100 Grados los humanos abandonan las ciudades y se mudan bajo tierra donde las piletas, alcantarillas, lagos y ríos se evaporan muy rápido. Para ir a la superficie usan trajes espaciales para el calor.
Cuando sube a 150 grados cualquier vida muere, los océanos se evaporan y Manhatthan se convierte en una colina sobre un desierto. Los bambús no sobreviven y mueren carbonizados. El oxígeno baja en la atmósfera y el fuego deja de existir. Artefactos, botellas y empaques se derriten y latas de gaseosa y jugo explotan por el calor. El metal se expande y deja los edificios inaccesibles.
Los desiertos salinos ocupan los océanos y la temperatura aumenta a 370 Grados, El hormigón se evapora y se destruye, matando a todas las ciudades. Las pirámides de Egipto y Stonehenge sobreviven en el calor.
La temperatura aumenta a 1300 Grados, Las Pirámides finalmente arden por el calor y Stonehenge se derrite. La cantidad de hidrógeno del Sol se acaba y empieza a consumir helio, carbono y oxígeno, se transforma en un Gigante Rojo y devora a Mercurio y Venus.
La humanidad restante sobrevive en Europa, un satélite de Júpiter que ahora es una luna caliente con 35 grados de temperatura. La Tierra es tragada por un viejo Sol y acaba con el gran planeta azul.

### Superpoblación[8][9]
La población de la Tierra ha aumentado al doble. ¿Podrá soportar el planeta tremenda carga poblacional? ¿O se resentirá?
Al principio se creía que todo marcharía sobre ruedas pretendiendo soportar la carga poblacional. Sin embargo, comienzan los primeros rescoldos de dicho experimento. En primer lugar la carga energética es intensa sobre todas las redes de distribución. Debido a la mayor demanda para poder sobrellevarla se han programado apagones programados, y asimismo se comienza a aprovechar la energía solar para poder sobrellevar la demanda. En cuanto a las construcciones, se ha incrementado el ritmo de construcción a tal grado que incluso espacios que no se tenían contemplados empiezan a ser colonizados para la edificación de superedificios. pero aun así la sobrepoblacion hace que exista más población indigente y sin hogar acampando en plazas públicas. Numerosas ciudades son abandonadas, de igual manera muchos países comienzan a tener un déficit de vivienda superior al estipulado por cada usuario, pues las viviendas en venta o renta comienzan a escasear debido a la sobreexplotacion de muchos recursos, entre ellos el agua. Aunque las técnicas novedosas permiten acomodar más gente en estos espacios, estas resultan insuficiente por lo que toda la sobrepoblacion se ve obligada a habitar en parques públicos o espacios antes destinados a recreación. Muchos gobiernos deciden no desalojar a esos inquilinos puesto que se han dado cuenta de que no tienen un lugar donde vivir fijamente. Adicionalmente, se dan fenómenos migratorios sobre la base de la situación económica de cada país, pues los migrantes van directo a los países donde supuestamente existe estabilidad laboral y económica.
En lo referente a la construcción, la falta de energía y agua suficientes retrasa la construcción de nuevas obras, tardando más tiempo del estipulado en finalizarlas.
El constante suministro de alimentos y diversos bienes así como energéticos genera una demanda de transporte que opera las 24 horas de todos los días del año, por lo que muchos caminos se ven sujetos a reparaciones y revisiones debido al desgaste de la infraestructura más rápido de lo usual en ocasiones con desastres catastróficos causantes de más heridos y decesos
La presión entre los habitantes es tanta que han desaparecido la ley y el orden en algunas áreas imperando corrupción. Países como China e India desean seguir incrementando el bienestar de sus superpoblados países y presionan al sector energético a producir más energía por medio de centrales de carbón y combustibles fósiles, así que la contaminación aumenta incluso llevando partículas y óxidos de nitrógeno de otros países. El agua comienza a ser un bien preciado, llegando a escasear durante bastante tiempo debido a la sobreexplotacion de los mantos acuíferos y todas las fuentes de agua dulce posibles en el mundo. Los desiertos comienzan a ser aprovechados a gran escala para instalar paneles y plantas solares para generar la energía suficiente para la sobrepoblacion existente. En algunas ciudades la sobreexplotacion de mantos acuíferos subterráneos ubicados abajo de ellas provocan bastantes derrumbes y accidentes debido a su rápido agotamiento. La opción más rápida para conseguir agua suficiente es la desalinizacion y el aprovechamiento de icebergs y témpanos que son remolcados a algunas ciudades costeras. En China, algunos edificios se ven afectados por los terremotos y estos desastres causan megacatástrofes humanitarias tan grandes que apenas y se pueden dar abasto para atender a la gran cantidad de heridos y enfermos resultantes.
Al pasar del tiempo, se ve que el experimento en cierto modo mermó la población de algunos países y lentamente se recuperan los ecosistemas y mantos acuíferos sobreexplotados. También se observan los estragos que ocasionados en África, donde la población no decreció después de la llamada gran hambruna, mientras que China e India tratan de sobrellevar sus situaciones de superpoblacion.

## Población Cero
El especial que lo empezó todo: El mundo después de los humanos ¿qué pasaría si de repente la humanidad desapareciera por completo de la faz de la Tierra?. El título del programa para el canal NGC es Población cero.